# Années 970
Les années 970 couvrent la période de 970 à 979.

## Événements
- 967-975 : Yeshe-Ö, roi bouddhique de Gugé au Tibet, règne à la fin du siècle[1]. Les descendants de l’ancienne famille royale dispersée fondent le royaume de Gugé à l’ouest du Tibet. Il recouvre l’ancien Zhang Zhung et est composé des régions de Gugé, Burang, Ladakh, Spiti et Kinnaur[2]. Les rois de Gugé envoient des jeunes gens au Cachemire et en Inde pour rétablir le bouddhisme.
- 969-1171 : période fatimide de l'Égypte. La capitale des Fatimides est transférée au Caire[3]. La ville atteint 400 000 habitants aux IXe et Xe siècles[4].

- 970-971 : guerre russo-byzantine ; Les Russes de Sviatoslav Ier, après avoir combattu les Bulgares pour le compte des Byzantins, se retournent contre Constantinople dont ils ravagent les environs en 970. Ils assiègent Andrinople mais sont battus par Bardas Sklèros à la bataille d'Arcadiopolis, puis chassés des Balkans par une opération terrestre et fluviale de l’empereur Jean Ier Tzimiskès, qui annexe la Bulgarie orientale (prise de Silistra en 971).

- 971 : à la suite des ambassades de Liutprand de Crémone et des négociations de Pandolf Tête de Fer à Constantinople, le basileus Jean Ier Tzimiskès et l'empereur Otton Ier concluent la paix en Italie du Sud. L’empereur byzantin reconnaît la dignité d’Otton. Le futur Otton II épouse une princesse byzantine (972)[5],[6].
- 972 : dynastie des Zirides en Ifriqiya (972-1148) et sur le Maghreb central (972-1014)[7].
- 972-977 : Guillaume Ier, fils d'Arlulf et frère de l’évêque Honorat, reçoit le titre de vicomte de Marseille qui devient héréditaire[8].
- 973-974 : création du diocèse de Prague en Bohême[9].
- 973-975 : bataille de Tourtour et siège de la base musulmane de Fraxinet. Les Maures sont expulsés de Provence[10].
- 974-976 : campagne des Song contre les Tang du Sud[11]. Prise de Nankin (Jinling) par l'empereur Song Zhao Kuangyin. Il annexe le royaume des Tang du Sud réalisant ainsi l'unité de la Chine[12].
- 974 : les Fatimides annexent la Palestine et la Syrie. Ils occupent Damas mais se heurtent à la reconquête byzantine de Jean Tzimiskès et aux divisions arabes[13].
- Vers 975-980 : première assemblée de la paix de Dieu à Laprade près du Puy[14].
- 977 : Subuktigîn succède au Ghaznévide Alptegîn à Ghazni et agrandit ses possessions en Afghanistan sous l’autorité des Samanides de Boukhara[15].
- 977-1002 : guerres d'Almanzor, vizir du califat omeyyade de Cordoue, contre les États chrétiens d'Espagne[16].

## Personnages significatifs
- Adalbert de Magdebourg
- Almanzor
- Al-Muizz li-Dîn Allah
- Bardas Sklèros
- Basile II
- Bologhine ibn Ziri
- Brian Boru
- Edgar d'Angleterre
- Édouard le Martyr
- Guillaume Ier de Provence
- Géza de Hongrie
- Harald Ier de Danemark
- Hicham II
- Jawhar al-Siqilli
- Iaropolk Ier
- Jean Ier Tzimiskès
- Maïeul de Cluny
- Otton Ier du Saint-Empire
- Otton II du Saint-Empire
- Sviatoslav Ier
- Théophano Skleraina